# Дол-при-Лашкем
Дол-при-Лашкем (словен. Dol pri Laškem) — поселення в общині Лашко, Савинський регіон, Словенія. Висота над рівнем моря: 355 м. 